# Cyborium (Jan Maria Padovano)

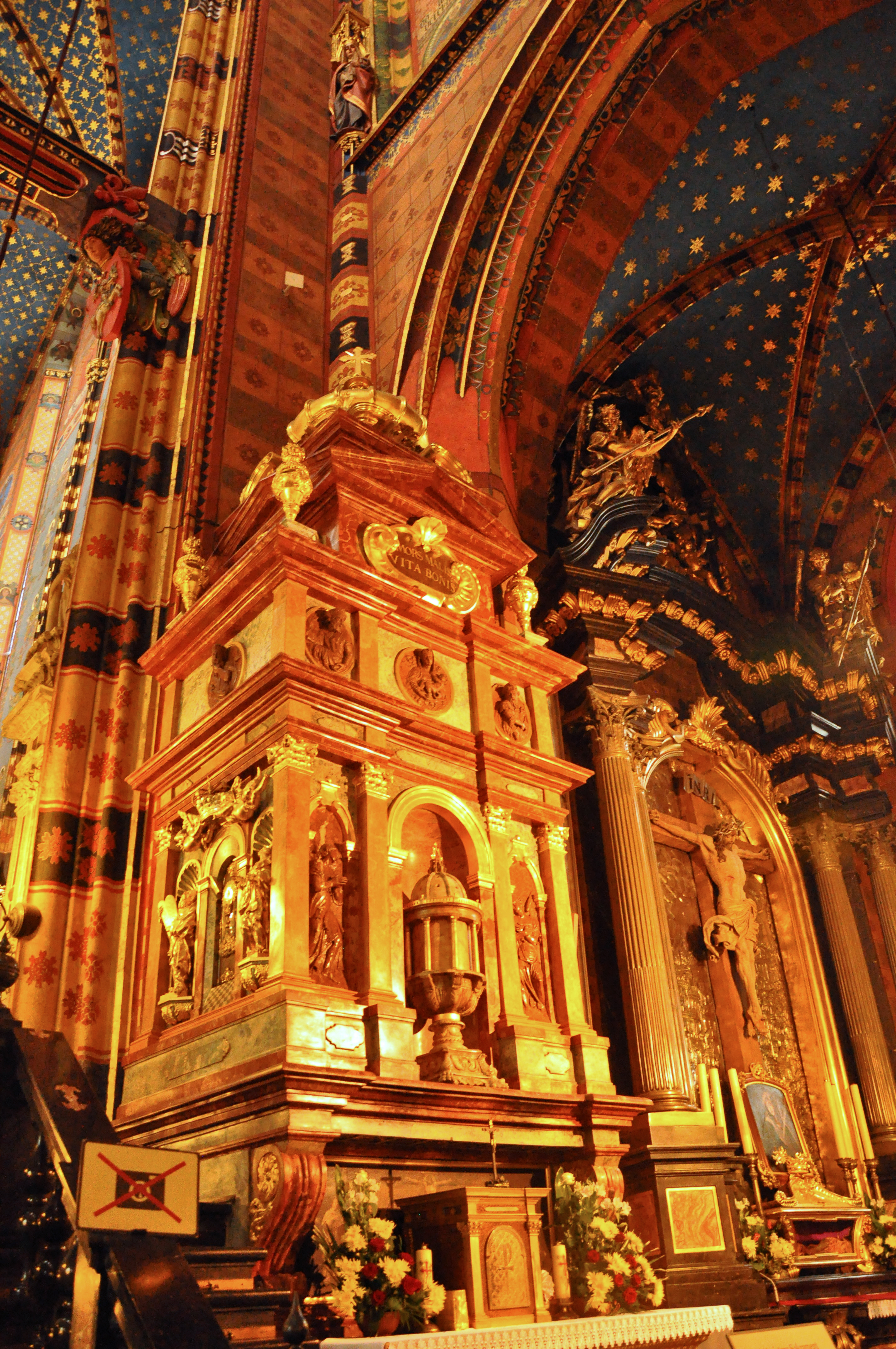
Cyborium. Z prawej w głębi krucyfiks Wita Stwosza

Cyborium autorstwa Jana Marii Padovano znajduje się w kościele Mariackim w Krakowie. Ukończone zostało w 1536 roku.
Obudowa architektoniczna jest wcześniejsza i pierwotnie zdobiła wnętrze katedry wawelskiej. Jednak na skutek wymiany wyposażenia katedry około 1600 r. na bardziej barokowe sprzęty, trafiła ostatecznie do kościoła mariackiego, gdzie znajduje się do dziś. Do wykonania dzieła artysta wykorzystał czerwony, plamisty marmur salzburski, alabaster i stiuk.
Cyborium na początku XVII i później, w XVIII wieku, zostało uzupełnione o schodki z balustradą, prowadzące do przebudowanej ściany bocznej ze schowkiem na sakrament. Wtedy też dodano kartusze i bazy w zwieńczeniu (oraz nakryto obiekt kopułą).
W Polsce nie zachował się żaden podobny renesansowy obiekt, również w Italii tego typu nastawy ołtarzowe nie należały do najpopularniejszych. Znane są jedynie dwa wczesnorenesansowe rozwiązania oparte na motywie trójprzęsłowego łuku triumfalnego, mianowicie ołtarz Corbinelli dłuta Andrea Sansovino w kościele Santo Spirito we Florencji oraz ołtarz Gondi w katedrze w Fiesole dłuta Andrea Ferruciego. Oba powstały w ostatniej dekadzie XV wieku.

## Opis cyborium
Cyborium jest spiętrzone. Ma przerywany gzyms, dlatego uważane jest za dzieło manierystyczne. Reliefy aniołów wtłoczone są w ciasne nisze, w jednym z medalionów analogicznym do tych z Kaplicy Zygmuntowskiej umieścił popiersie proroka nawiązujące do pozy „Mojżesza” Michała Anioła.
Z pierwotnej koncepcji Padovana zachowany jest podział architektoniczny ściany frontowej: wsparty dwoma konsolkami cokół z podniebieniem zdobionym rozetami, partia środkowa oraz gzyms i attykowa ścianka.
Centralną część cyborium dzielą cztery pilastry o korynckich kapitelach  na trzy wnęki, oparte na motywie łuku triumfalnego. Ten element architektury rzymskiej stał się wyjątkowo popularny w toskańskim, a ściślej florenckim środowisku artystycznym epoki renesansu, w połowie XVI wieku przechwycony przez artystów północnych. Taki podział ściany frontowej przypomina również rozwiązanie kompozycyjne wewnętrznych ścian Kaplicy Zygmuntowskiej, ukończonej w momencie, gdy Padovano przystępował do pracy nad oprawą cyborium. Bezpośrednia inspiracja nie jest więc wykluczona.
Środkowa wnęka stanowi obramienie dla właściwego alabastrowego cyborium w formie okrągłej świątyni – tempietta, której podstawę stanowi ozdobna, czworoboczna stopa utworzona z łap zwierzęcych. Naturalnie przywodzi na myśl Tempietto Bramantego w Rzymie, przetransferowanie tego modelu do sakramentaliów nastąpiło jeszcze w XV, z oczywistych względów głównie we Włoszech. Później jednak zostało wyparte przez wzór kopuły Brunelleschiego.  Cyborium Padovana stanowi tego przykład. Podwyższony profil, liczba i układ żeber nawiązują do kopuły florenckiej katedry.
Górą biegnie attykowa ścianka z wydatnymi gzymsami, o polach odpowiadającym szerokościami podziałowi niższej partii. Wewnątrz tych pól znajdują się medaliony. Boczne przedstawiają proroków, natomiast środkowy ukazuje Madonnę z Dzieciątkiem.
Dekoracja rzeźbiarska nosi znamiona stylu Padovana, prawdopodobnie więc artysta wykonał je własnoręcznie. Dotyczy to zarówno wspomnianych medalionów, tempietta jak i marmurowych figur, wtłoczonych w nisze po obu stronach tabernakulum. Są to postaci płaskorzeźbionych adorujących aniołów, ukazane w lekkim ruchu, pełne wdzięku, umiejętnie wpasowane w przestrzeń ograniczoną pilastrami i wolutowymi łukami w górnej części. Także medaliony, zwłaszcza Madonna z Dzieciątkiem, nawiązują do klasycznego kanonu piękna i udowadniają techniczną biegłość artysty. Wizerunki proroków współgrają ze sobą, w ujęciu trzy czwarte, zwracają się ku centrum i stanowią swoje lustrzane odbicia.
W predelli cyborium znajduje się obraz Łukasza Orłowskiego z 1762 przedstawiający ukrzyżowanego Chrystusa adorowanego przez polskich świętych.